# Українсько-вірменський договір про дружбу і співробітництво 1996
Українсько-вірменський договір про дружбу і співробітництво 1996  — двостороння угода, підписана Президентами України Леонідом Кучмою і Республіки Вірменія Левоном Тер-Петросяном у Києві 14 травня 1996 року під час державного візиту вірменського президента. Ратифікована Верховною Радою України 18 грудня 1996 року, набула чинності 26 травня 1997 року.
Договором передбачено розбудову відносин між Україною і Вірменією як дружніми державами, закладено основу широкого двостороннього співробітництва в політичній, економічній культурній та інших сферах, а також передбачено розвиток рівноправної та взаємовигідної співпраці в галузі охорони навколишнього середовища, науки і техніки, зв'язку, інформації, туризму та спорту. Сторони також зобов'язалися співпрацювати у справі боротьби зі злочинністю, контрабандою, розвивати двосторонні контакти у військовій сфері та сприяти процесу роззброєння, розвитку міжпарламентських зв'язків, контактів між громадськими організаціями, окремими громадянами. 
Договірно забезпечено співробітництво в рамках Організації з безпеки та співробітництва в Європі та у структурах системи Організації Об'єднаних Націй. Договір відповідає нормам міжнародного права, його укладено терміном на 5 років з автоматичним продовженням чинності на наступні 5-річні періоди, якщо жодна із сторін не денонсує його не пізніше ніж за 6 місяців до закінчення чергового терміну. Договір став правовою основою для подальшого розвитку різнобічного співробітництва між Україною і Республікою Вірменія.